# Reúso de água

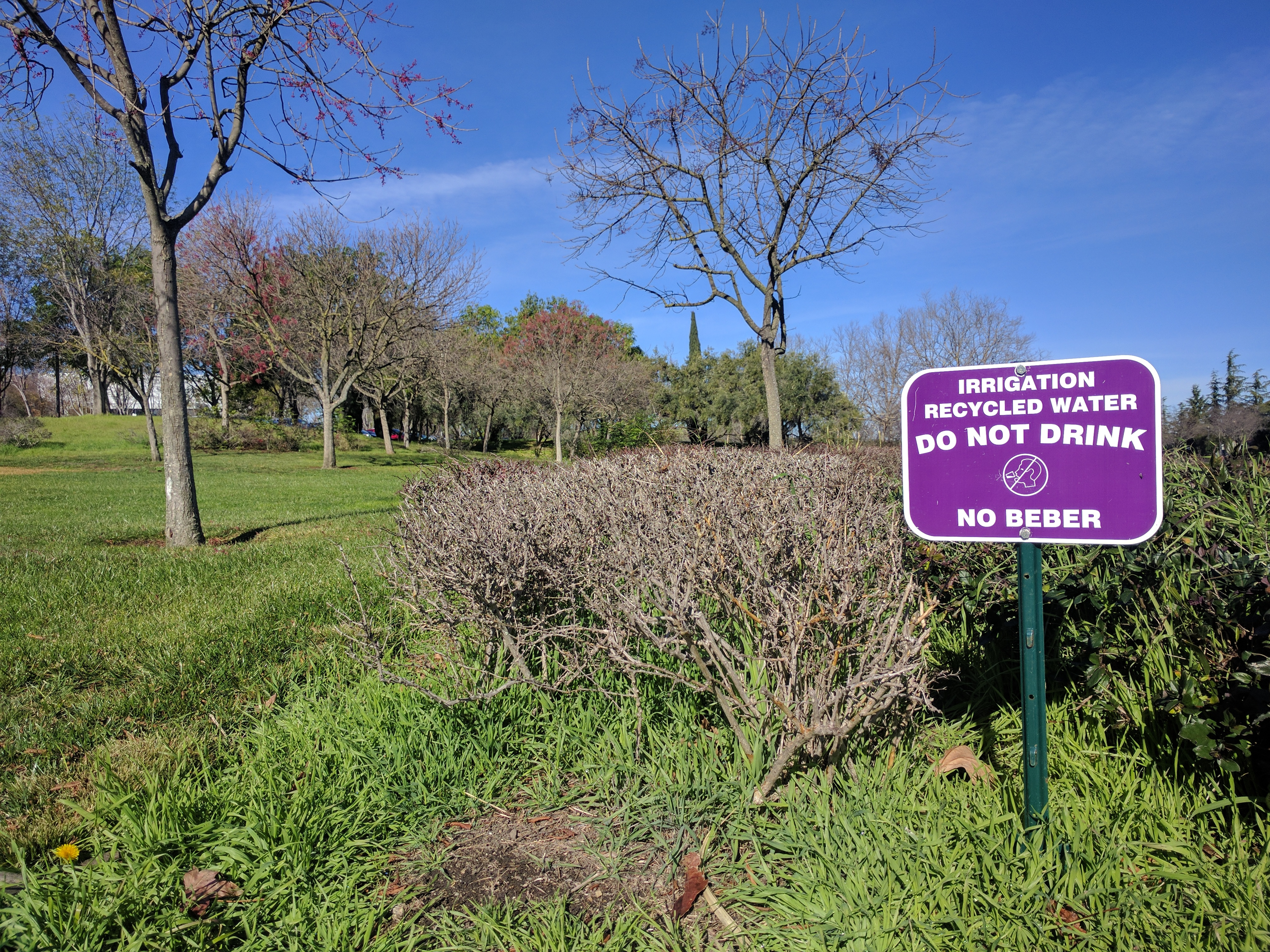
Placa indicando irrigação com água de reúso em Mountain View, na Califórnia.

Reúso de água é o processo de converter águas residuais em água que pode ser reutilizada para outros propósitos. O reúso pode incluir irrigação de jardins e campos agrícolas e reenchimento de superfícies de água e água subterrânea. A água de reúso também pode ser direcionada para o preenchimento de certas necessidades em residências (por exemplo, descarga), negócios e indústrias, e pode ser até tratada para servir como água potável. Esta última opção é chamada de "reúso potável direto" ou "reúso potável indireto", dependendo da abordagem utilizada. Coloquialmente, a expressão "privada para a torneira" também se refere a reúso potável.
A utilização de água de reúso em lugar de água doce pode ser uma medida de economia de água. Quando a água utilizada é despejada novamente nas fontes naturais de água, ela ainda pode trazer benefícios aos ecossistemas, melhorando o fluxo de água, nutrindo as plantas e recarregando aquíferos, como parte do ciclo hidrológico natural.
Reúso de águas residuais é uma prática antiga na irrigação, especialmente em países áridos. O reúso de águas residuais, como parte de uma gestão de recursos hídricos sustentável, permite que a água continue sendo utilizada nas atividades humanas. Isso pode reduzir a escassez de água e aliviar a pressão sobre os lençóis freáticos e outros corpos naturais de água.
Conseguir mais saneamento sustentável e manejo de águas residuais requer maior ênfase em ações ligadas ao manejo de recursos, como reúso de águas residuais ou reúso de excrementos, que manterão valiosos recursos disponíveis para usos produtivos. Isto favorecerá o bem-estar humano e uma maior sustentabilidade.
Água de reúso é água que é usada mais de uma vez antes que volte para o ciclo natural da água. Avanços na tecnologia de tratamento de águas residuais permitem que comunidades reúsem água para diferentes propósitos. A água é tratada de modo diferente, dependendo da fonte, do uso e do modo como ela é entregue.
Circulando repetidamente através da hidrosfera planetária, toda a água do planeta Terra é água de reúso, mas a expressão "água de reúso" significa, tipicamente, água residual enviada de uma casa ou negócio através de um sistema de esgoto para uma estação de tratamento de águas residuais, onde é tratada até um nível consistente com seu uso pretendido.
A Organização Mundial da Saúde identificou os principais estímulos para o reúso de águas residuaisː
1. aumento da escassez de água,
2. aumento populacional e de questões relacionadas à segurança alimentar,
3. aumento da poluição ambiental devido à disposição inapropriada de águas residuais, e
4. aumento do reconhecimento do valor como recurso das águas residuais, excrementos humanos e água cinza.

Reciclagem e reúso de água possui crescente importância, não apenas em regiões áridas mas também em ambientes contaminados e cidades.
Os aquíferos subterrâneos que são usados por mais da metade da população mundial atual já estão superexplorados. O reúso continuará a aumentar conforme aumenta a urbanização da humanidade e sua concentração ao longo das linhas costeiras, onde as fontes de água doce são limitadas ou disponíveis apenas com grande despesa de capital. Grandes quantidades de água doce podem ser economizadas através da reciclagem e reúso de águas residuais, reduzindo a poluição ambiental e melhorando o rastro de carbono. O reúso pode ser uma opção alternativa de abastecimento público de água. 

## Tipos e aplicações
A maior parte dos usos da água reciclada são usos não potáveis, como lavagem de carros, descarga de privadas, água de resfriamento para usinas elétricas, mistura de concreto, lagos artificiais, irrigação de campos de golfe e parques públicos, e fraturamento hidráulico. Onde aplicáveis, os sistemas possuem uma tubulação dupla para manter a água reciclada separada da água potável. As principais aplicações da água de reúso no mundo estão mostradas abaixoː
| Categorias de uso | Usos |
| ----------------- | --- |
| Usos urbanos      | Irrigação de parques públicos, instalações esportivas, jardins privados, acostamentos; limpeza de ruas; sistemas anti-incêndio; lavagem de veículos; descarga de privadas; ar-condicionado; controle de poeira.                                        |
| Usos agrícolas    | Colheitas agrícolas não processadas comercialmente; colheitas agrícolas processadas comercialmente; pasto para gado leiteiro; forragem; fibra; colheita de grãos; flores ornamentais; pomares; cultura hidropônica; aquacultura; estufas; viticultura. |
| Usos industriais  | Processamento de água; Watercooler; torre de resfriamento de recirculação; água de lavagem; fabricação de concreto; compactação de solo; controle de poeira.                                                                                           |
| Usos recreativos  | irrigação de campos de golfe; represamentos recreativos com ou sem acesso público (pesca, barcos, banho); represamentos estéticos sem acesso público; canhão de neve.                                                                                  |
| Usos ambientais   | recarregamento de aquíferos; zona úmida; pântano; aumento de fluxo; habitat; silvicultura. |
| Usos potáveis     | recarregamento de aquíferos para uso de água potável; aumento da superfície de reservas de água potável; tratamento até a qualidade de água potável.                                                                                                   |

### Reúso de fato de águas residuais (reúso potável não planejado)
Reúso potável não planejado se refere à situação em que o reúso de águas residuais tratadas é praticado de fato porém não reconhecido oficialmente. Por exemplo, uma estação de tratamento de águas residuais de uma cidade pode estar descarregando efluentes em um rio que é usado como fonte de água potável de alguma outra cidade rio abaixo.
Uso potável indireto não planejado já existe há muito tempo. Grandes cidades no rio Tâmisa acima de Londres (Oxford, Reading, Swindon, Bracknell) descarregam seu esgoto tratado ("água não potável") no Tâmisa, que fornece água às cidades abaixo de Londres. Nos Estados Unidos, o rio Mississippi serve tanto como destinação de efluentes de estações de tratamento de esgoto como fonte de água potável. 

### Reúso urbano
- Irrestritoː reúso de água para fins não potáveis em âmbito municipal, onde o acesso público é irrestrito
- Restritoː reúso de água para fins não potáveis em âmbito municipal, onde o acesso público é controlado por barreiras físicas ou institucionais, como cercas, sinalizações ou restrição temporal de acesso.[12]

### Reúso agrícola
Existem vantagens ao usar água reciclada na irrigação, incluindo o menor custo em comparação com algumas outras fontes e constância no fornecimento em qualquer estação do ano, condição climática ou restrições associadas à água. Quando a água de reúso é usada para irrigação na agricultura, o conteúdo nutricional (nitrogênio e fósforo) da água residual tratada tem o benefício de atuar como fertilizante. Isso pode tornar atrativo o reúso de excrementos contidos no esgoto.
A água de irrigação pode ser usada de diferentes formas em diferentes culturasː
- culturas alimentícias para ser ingeridas cruasː culturas que são planejadas para o consumo humano cruas ou não processadas.
- culturas de alimento processadoː culturas que são planejadas para o consumo humano após serem processadas
- culturas não alimentíciasː culturas que não são planejadas para o consumo humano (por exemploː pasto, forragem, fibra, plantas ornamentais, sementes etc.)[15]

Nos países em desenvolvimento, a agricultura está crescentemente usando águas residuais para irrigação - sempre de uma maneira insegura. As cidades oferecem mercados lucrativos para produtos frescos. Entretanto, a agricultura tem de competir com indústrias e municípios por recursos hídricos cada vez mais escassos, e não resta alternativa aos agricultores senão usar água poluída com resíduos urbanos para irrigação.
Pode haver significativo risco à saúde relacionado com o uso de águas residuais não tratadas na agricultura. As águas residuais das cidades podem conter uma mistura de poluentes químicos e biológicos. Em países de baixa renda, existe alto nível de patógenos nos excrementos. Nos mercados emergentes, onde o desenvolvimento industrial ultrapassa a regulação ambiental, existe crescente ameaça com substâncias químicas orgânicas e inorgânicas. A Organização Mundial da Saúde, em colaboração com a Organização das Nações Unidas para Alimentação e Agricultura e o Programa das Nações Unidas para o Meio Ambiente, desenvolveu diretrizes para o uso seguro de águas residuais em 2006. Essas diretrizes advogam uma "barreira múltipla" para as águas residuais, encorajando por exemplo os agricultores a adotar comportamentos de menor risco. O que incluiː interromper a irrigação por alguns dias antes da colheita para permitir que os patógenos morram sob a luz do sol; aplicar água cuidadosamente de modo a não contaminar folhas que serão ingeridas cruas; limpar vegetais com desinfetante; e permitir que o lodo fecal seque antes de ser usado como adubo.

### Reúso ambiental
O uso de águas residuais para criar, fortalecer, sustentar ou aumentar corpos de água incluindo pântanos, ambientes aquáticos ou correntes de água é chamado "reúso ambiental". Por exemplo, terras úmidas construídas alimentadas por águas residuais proporcionam tanto tratamento de águas residuais quanto habitat para a flora e a fauna.

### Reúso industrial
É o reúso de água para recarregar aquíferos que não são usados como fonte de água potável.

### Reúso potável planejado
É o projeto intencional de reciclar água como água potável. Existem duas maneirasː reúso potável indireto (RPI) e reúso potável direto. Geralmente, envolve uma processo público mais formal que o reúso de fato. Algumas agências de água reúsam efluentes altamente tratados de águas residuais municipais como fonte de água potável. Através do uso de avançados processos de purificação, elas produzem água que atende a todas as exigências. A confiabilidade do sistema exige monitoramento constante da água.
As necessidades de água de uma comunidade, as fontes de água, a legislação sanitária, os custos e os tipos de infraestrutura aquífera do lugar, como os sistemas de distribuição, reservatórios artificiais, ou bacias de água subterrânea, determinam se e como a água de reúso pode fazer parte do abastecimento de água potável. Algumas comunidades reúsam água para reabastecer bacias de água subterrânea. Outras a colocam em reservatórios superficiais de água. Nestes casos, a água de reúso é misturada com água de outras fontes e/ou permanece armazenada por um certo tempo, até ser retirada e tratada. Em algumas comunidades, a água de reúso é colocada diretamente na tubulação que vai para a estação de tratamento ou para o sistema de distribuição.
Tecnologias modernas como a osmose inversa e a desinfecção ultravioleta são comumente usadas quando a água de reúso é misturada à reserva de água potável.

#### Reúso potável indireto
É quando a água é fornecida indiretamente ao consumidor. Depois de ser purificada, a água de reúso é misturada com outras fontes e/ou é armazenada por algum tempo em um reservatório artificial ou natural. Então, ela entra numa tubulação que se dirige para a estação de tratamento ou sistema de distribuição. O reservatório pode ser uma bacia de água subterrânea ou um reservatório superficial de água. Algumas localidades estão usando e outras estão testando o reúso potável indireto de água de reúso. Por exemploː a água de reúso pode ser bombeada em (recarga subsuperficial) ou filtrada para (recarga superficial) aquíferos subterrâneos, bombeada para fora, tratada novamente, e finalmente ser usada como água potável. Essa técnica também é chamada de "recarga subterrânea". Ela inclui processos lentos de múltiplas etapas adicionais de purificação através de camadas de terra/água (absorção) e microflora do solo (biodegradação). 
O reúso potável indireto ou mesmo o uso potável não planejado de água de reúso é praticado em muitos países, sendo que o último é descarregado na água subterrânea para reter a intrusão salina em aquíferos costeiros. O reúso potável indireto é normalmente incluído em algum tipo de amortecedor ambiental, mas as condições de certas áreas criaram uma demanda urgente por alternativas mais diretas. O RPI ocorre através do aumento de reservas de água potável através do tratamento das águas residuais urbanas até um nível adequado para o RPI, seguido por um amortecedor ambiental (por exemploː rios, represas, aquíferos etc.) que precede o tratamento para água potável. Neste caso, as águas residuais urbanas passa por uma série de etapas de tratamento que incluem processo de separação por membranas e processos de separação (por exemploː MF, UF e RO), seguidos por um avançado processo de oxidação química (por exemplo, UV, UV+H2O2, ozônio). Em aplicações do reúso potável indireto, a água é usada diretamente ou misturada a água de outras fontes.

#### Reúso potável direto
Significa que a água de reúso é colocada diretamente na tubulação que segue para a estação de tratamento ou para o sistema de distribuição. O reúso potável direto pode ocorrer com ou sem "armazenamento construído" como tanques superficiais ou subterrâneos.
Em outras palavras, o RPD é a introdução de água de reúso derivada de águas residuais urbanas após um extenso tratamento e monitoramento que asseguram a qualidade potável da água, diretamente a um sistema municipal de fornecimento de água. O RPD também é chamado de "da privada para a torneira". 

### Reúso no espaço
Pode ser especialmente importante para o voo espacial tripulado. Em 1998, a NASA anunciou que construíra um reator biológico para o reúso de resíduos humanos desenhado para uso na Estação Espacial Internacional e em uma viagem tripulada a Marte. Urina e fezes humanas são colocadas no reator, que expele oxigênio puro, água pura e composto. O solo formado pode ser usado para o crescimento de vegetais, e o biorreator também produz eletricidade.    